# Protosuberites nestus
Protosuberites nestus är en svampdjursart som först beskrevs av Thomas Robertson Sim och Kim 1994.  Protosuberites nestus ingår i släktet Protosuberites och familjen Suberitidae. Inga underarter finns listade i Catalogue of Life.